# Gymnostephium papposum
Gymnostephium papposum là một loài thực vật có hoa trong họ Cúc. Loài này được G.L.Nesom mô tả khoa học đầu tiên năm 1994.